# Mancad
Mancad es una  ciudad censal situada en el distrito de Kanyakumari en el estado de Tamil Nadu (India). Su población es de 4889 habitantes (2011). Se encuentra a 37 km de Thiruvananthapuram y a 84 km de Tirunelveli. 

## Demografía
Según el censo de 2011 la población de Mancad era de 4889 habitantes, de los cuales 2390 eran hombres y 2499 eran mujeres. Mancad tiene una tasa media de alfabetización del 92,15%, superior a la media estatal del 80,09%: la alfabetización masculina es del 94,26%, y la alfabetización femenina del 90,16%.